# M/S Isla
M/S Isla byggdes 1962 som en bilfärja för den Norska staten som M/S Huglo. 1989 köptes hon av ägare i Finland och trafikerade under sommarmånaderna sjön Päijänne, mellan Kuhmo och Sysmä. Under vintern 2002 och 2003 gjordes en total renovering på ett varv i Pärnu, Estland. 16 juni år 2003 började hon trafikera rutten Nagu-Själö-Hanka fram till juni år 2011. Hösten 2011 köptes fartyget av Kuljetus-Savolainen Ab som gjorde en total renovering under åren 2012 och 2013. Både tekniken och inredningen byttes och fartyget besiktades till passagerarfartyg klass D i inrikes trafik. Därefter trafikerar M/S Isla Rimito ruttområde.